# Библиотека „Божидар Кнежевић“ Уб
Библиотека „Божидар Кнежевић” се налазу у Убу, основана је у другој половини 19. века, захваљујући иницијативи грађана и подршци општине, као Убска читаоница и то је прва установа културе у Убу. Библиотека је организатор књижевних вечери, конкурса за најбољи литерарни рад, најбољи ликовни рад (основци и средњошколци) и сл.
По оснивању, читаоница је поседовала скроман инвентар и била је претплаћена и примала листове: „Српске новине”, „Глас јавности”, „Будућност”, „Глас црногорца”, „Застава”, „Школа”, „Јавор” и „Видовдан”. Рад Читаонице је вероватно прекинут избијањем српско-турског рата (1878-1879). Почетком 20. века од 1901. до 1903. године, Уб је имао Радничку књижницу. Нова Радничка библиотека основана је 1912. године. 
Тек крајем осамдесетих година 20. века, библиотека добија сталне просторије и сталне изворе прихода за куповину књига.